# DR 137 901 ... 903
Die Triebzüge der Bauart Berlin der Deutschen Reichsbahn waren 1938 die letzten Neuentwicklungen im Bereich der Schnellverbrennungstriebwagen (SVT) vor dem Zweiten Weltkrieg. Die beiden Triebzüge erhielten die Nummern 137 901 und 137 902. Ein Ersatz-Maschinenwagen erhielt die Nummer 137 903a. Nach dem Krieg verblieben Reste der Triebzüge in Ost- und Westdeutschland. Die Deutsche Bundesbahn baute daraus die Triebzüge der Baureihe VT 07.5 und die Deutsche Reichsbahn den DR SVT 137 902.

## Geschichte
Die von der Reichsbahn vorgesehene Erweiterung des Fernschnellzug-Netzes verlangte wegen der längeren Fahrzeiten komfortablere Triebzüge. Gegenüber den vorherigen Triebzügen für den Schnellverkehr verwandte man diesmal ein wesentlich anderes Konzept. Anstatt mehrere Dieselmotoren auf den Zug zu verteilen, setzte man auf eine Konstruktion mit einem Maschinenendwagen, in dem ein langsam laufender Dieselmotor die Antriebsenergie erzeugte. Die elektrischen Antriebsmotoren befanden sich in den Endwagen. Die Vergrößerung der Abteile und eine größere Küche sorgten für ein höheres Ausstattungsniveau gegenüber den Vorgängerfahrzeugen.
1938 lieferte die Maschinenfabrik Augsburg-Nürnberg AG (MAN) die zwei Voraustriebzüge 137 901a/b/c/d und 137 902a/b/c/d sowie den Reservemaschinenwagen 137 903a aus. Versuchsfahrten erfolgten auf den Relationen Berlin–Basel und Berlin–Karlsruhe. Der Beginn des Zweiten Weltkrieges und die damit verbundene Rationierung des Dieselkraftstoffes zwangen zur Einstellung des Betriebes aller Schnellverbrennungstriebwagen.
Die Wehrmacht nutzte später die Maschinenwagen als Stromerzeuger. Die übrigen Wagen wurden von der Reichsbahn als Bürozug genutzt. Nach dem Krieg verblieb der Maschinenwagen 137 902a in Mitteldeutschland und wurde 1955/1956 für den Aufbau des Triebzuges SVT 137 902 genutzt. Dieser Triebzug bestand aus ehemaligen niederländischen Wagen von Triebzügen der Reihe Mat ’36. 137 902b war vom Typ NS Ce 600, 137 902c war NS C 600 und 137 902d war Bk 600. Die exakten Nummern sind leider nicht bekannt. In Westdeutschland waren nur noch die beiden Mittelwagen 137 901c und 137 902c sowie die Endwagen 137 901d und 137 902d vorhanden. Diese waren 1947 zunächst zur Umzeichnung in die Baureihe VT 08.0 vorgesehen. Durch die Ergänzung neuer Maschinenwagen entstanden 1950/1951 die Triebzüge der Baureihe VT 07.5.

## Konstruktive Merkmale

### Fahrzeugteil
Die geschweißten Wagenkästen waren in Spantenbauweise mit tragenden Seitenwänden aus Blechen und Stahlprofilen gefertigt. Fenster und Türen waren außenhautbündig. Die Stirnenden waren wie bei allen Triebzügen für den Schnellverkehr abgerundet und besaßen keinen Übergang. Die Schürze war durchgehend. Die Übergänge zwischen den Wagen waren mittels eines inneren Faltenbalgs geschützt. Zwischen Maschinenwagen und dem ersten Mittelwagen diente ein Windleitblech als äußerer Schutz, bei den übrigen Übergängen ein weiterer Faltenbalg.
Der Maschinenwagen besaß ein als Tragrahmen für den Dieselmotor dienendes Wagenuntergestell. Versteifungen erfolgten durch hohe Längs- und Querträger aus Blech. Auch die Seitenwandbleche waren bis zur Höhe der Fensterbrüstung als Längsträger konstruiert. Das Dach war über dem Haupt- und dem Hilfsdieselmotor bis zur Fensterbrüstung abnehmbar.
Die Drehgestelle der Bauart Görlitz waren konstruktiv an die Anforderungen angepasst worden. Die Radsätze verfügten über Wälzlager. Die Federung erfolgte durch Blatt- und Schraubenfedern. Die Wiege wurde mittels Blattfedern abgefedert. Alle Drehgestellachsen wurden durch eine elektropneumatische Streueinrichtung gesandet.
An den Enden verfügten die Triebzüge über eine Scharfenberg-Mittelpufferkupplung. Auch der Maschinenwagen und der erste Mittelwagen waren mittels dieser Kupplung verbunden. Die elektrischen und pneumatischen Leitungen wurden mitgekuppelt. Die Verbindung der anderen Wagen erfolgte mittels einer Kuppelstange und Seitenpuffern.
Die Klotzbremse der Bauart Hikss (Hildebrand-Knorr-Bremse für besonders schnelle Züge) war mehrlösig und wurde elektrisch gesteuert. Durch einen Fliehkraftregler wurde bei Geschwindigkeiten über 60 km/h eine Abbremsung um 200 % und bei Geschwindigkeiten unter 60 km/h eine Abbremsung um 75 % erreicht. Zusätzlich verfügten die Triebzüge über eine Magnetschienen- und eine Spindelhandbremse.

### Maschinenanlage
Der langsamlaufende 8-Zylinder-4-Takt-Dieselmotor MAN W 8 V 30/38 war im Maschinenwagen untergebracht. Der Motor verfügte über eine Aufladung, Wasserkühlung und einen elektrischen Starter. Der Hauptgenerator GE 1100/8 besaß eine eingebaute Hilfserregermaschine G 500/6. Diese Hilfserregermaschine wurde nur bei Ausfall des Hilfsdieselmotors genutzt. Die Fahrmotoren GLM 2375 H (223 kW Stundenleistung) befanden sich im Maschinenwagen und im Steuerwagen und waren als Gleichstromreihenschlussmotoren ausgelegt. Die Motoren waren in den Drehgestellrahmen federnd aufgehängt. Der Antrieb des Treibradsatzes erfolgte durch eine Fahrmotorhohlwelle, einen achtarmigen Mitnehmer und vorgespannte Schraubenfedern.
Die Steuerung erfolgte durch eine BBC-Servo-Feldreglersteuerung, die als Vielfachsteuerung für zwei Triebzüge ausgelegt war. Die Steuerung verfügte über fünf Fahr- und eine Überlaststufe. Zur Verständigung zwischen den Führerständen waren eine Klingel- und eine Fernsprechanlage vorhanden.
Der 6-Zylinder-Reihen-Hilfsdieselmotor hatte eine Nennleistung von 89 kW und betrieb einen Hilfsgenerator mit einer Nennleistung von 71,5 kW. Dieser Motor betrieb die Beleuchtung, die Lüftermotoren, Luftverdichter, Batterie und lieferte den Anlassstrom für den Hauptdieselmotor und den Erregerstrom für den Hauptgenerator. Der Hilfsdieselmotor konnte bei Ausfall des Hauptantriebes zur Langsamfahrt genutzt werden. Die Kühler für den Antrieb befanden sich in der Seitenwand.
Als zusätzliche Ausrüstung besaßen die Triebzüge eine zeitabhängige Sicherheitsfahrschaltung und Indusi.

### Innenraum
Im Maschinenraum befanden sich ein 3 m² großer Gepäckraum mit Doppelflügeltüren und ein 2,8 m breites Postabteil mit einer Drehtür. Die Mittelwagen besaßen jeweils neun geschlossene Abteile der 2. Klasse mit einer Abteiltiefe von 2095 mm. In jedem Abteil befanden sich drei gepolsterte Sitzplätze mit einer Breite von 651 mm. Der Seitengang hatte eine Breite von 700 mm.
Im Steuerwagen befanden sich drei Abteile, ein Speiseraum, eine Anrichte und eine Küche. Der Speiseraum bot 29 Sitzplätze in der Aufteilung 2+1. Die Sitzbänke waren fest montiert, die Polster waren hochklappbar. Die Küche war 1,88 m lang und nur von der 1,8 m langen Anrichte aus betretbar.
Die Luftheizung verfügte über einen Ölheizkessel und einen Wärmetauscher. Raumtemperatur und Luftwechsel wurden automatisch gesteuert. Die Anlage konnte im Sommer als reine Belüftungsanlage genutzt werden. Jeder Wagen besaß eine separate Heizung.